# Anvik (Alaska)
Anvik ist ein Ort mit dem Status einer City in der Yukon-Koyukuk Census Area in Alaska. Das U.S. Census Bureau hatte bei der Volkszählung 2020 eine Einwohnerzahl von 70 ermittelt. In Jahren mit ungerader Jahreszahl führt das Iditarod-Hundeschlittenrennen an Anvik vorbei.

## Geographie
Anvik befindet sich im Westen von Alaska. Der Ort liegt am rechten Flussufer des unteren Yukon River, der auf diesem Abschnitt nach Süden strömt. Westlich von Anvik erheben sich die Nulato Hills. Der Ort liegt auf einer Höhe von 16 m 560 km westnordwestlich von Anchorage. Knapp 30 km nördlich, flussaufwärts am Yukon River gelegen, befindet sich Grayling. Etwa 54 km südsüdöstlich von Anvik liegt Holy Cross, ebenfalls am Westufer des Yukon River gelegen. Bei Anvik befindet sich ein Flugplatz.

## Geschichte
Ursprünglich lebten in dem Gebiet Deg Hit’an-Athabasken. Im Januar 1834 besuchte der Russe Andei Glazunov den Ort und zählte 240 Einwohner. Vier Jahre später brachen im Südwesten Alaskas die Pocken aus, denen etwa von 1000 Bewohnern in der Region 300 zum Opfer fielen. Die Russen notierten den Ortsnamen als „Anvig“ oder „Anvik“. 1897 wurde ein Postamt eröffnet, das anfangs „Anvick“ hieß. Zwischen 1900 und 1914, nach dem Besuch von Europäern, ging die Bevölkerungszahl von Anvik aufgrund der Krankheitsausbrüche um 20 Prozent zurück. Während dieser Zeit zogen die meisten der verbliebenen Menschen vom alten Dorf Tthogi qay xitl’ot auf die andere Flussseite zum heutigen Anvik. Heute ist Anvik eine moderne Subsistenz-Gemeinde, die eng mit ihren Traditionen verbunden ist. Der traditionelle athabaskische Dialekt Deg Xinag wurde 2003 von einem Ältesten der Gemeinde fließend gesprochen und es werden Revitalisierungsbemühungen unternommen. Der Verkauf von Alkohol ist in der Gemeinde verboten. 1969 erhielt Anvik den Status einer City.

## Demografie
Zum Zeitpunkt der Volkszählung im Jahre 2020 (U.S. Census 2020) hatte Anvik 70 Einwohner auf einer Landfläche von 24,58 km². Die Einwohner sind hauptsächlich Ingalik-Athabasken. Von den Einwohnern waren 3 weiß sowie 62 amerikanisch-indianischer Abstammung.
Beim Zensus im Jahr 2000 wurden 104 Einwohner gezählt, 2010 waren es ebenfalls 85. Somit ist die Bevölkerungsentwicklung in den letzten Jahren rückläufig.